# Allium kuhsorkhense
Allium kuhsorkhense là một loài thực vật có hoa trong họ Amaryllidaceae. Loài này được R.M.Fritsch & Joharchi mô tả khoa học đầu tiên năm 2006.